# جین چارلز لئونارد دی سیسموندی
جین چارلز لئونارد دی سیسموندی (Jean Charles Léonard de Sismondi) (که به نام جین چارلز لئونارد سیمونده دی نیز مشهور است) (۹ می ۱۷۷۳ – ۲۵ ژوئن ۱۸۴۲)، که نام اصلی‌اش سیمونده است، یک تاریخ‌نگار و اقتصاددان سیاسی سوئدی است که بیشتر به دلیل کارهایش دربارهٔ تاریخ فرانسه، ایتالیا و ایده‌های اقتصادی‌اش شناخته می‌شود. کتاب Nouveaux principes d'économie politique, ou de la richesse dans ses rapports avec la population او (در سال ۱۸۱۹ میلادی) اولین نقد لیبرال اقتصاد لسه فر را نشان می‌دهد. او یکی از مدافعان پیشگام بیمه عدم اشتغال، مزایای مریضی، مالیه تصاعدی، تنظیم ساعات کاری و طرح بازنشستگی بود. او همچنین اولین کسی بود که اصطلاح پرولتاریا (proletariat) را برای اشاره به طبقه کارگر ایجاد شده تحت کاپیتالیزم ابداع کرد و بحث او در مورد mieux value مفهوم ارزش اضافی را پیش‌بینی می‌کند. به گفته گریت ستدمن جونز، «بیشتر چیزهایی را که سیسموندی نوشته‌است بخشی از مجموعه معیارهای نقد سوسیالیستی صنعت مدرن است» و او را به تفسیر انتقادی در مانیفست کمونیست رساند.

## زندگی ابتدائی
خانواده پدری او به نظر می‌رسد حد اقل از زمانی که آن‌ها در ابطال فرمان نانت از داوفین به سویس مهاجرت کردند، نام سیمونده را بر خود گذاشتند. پس از این‌که سیسموندی نویسنده شد، با مشاهده هویت خانواده‌اش با خانواده‌های سیسموندی پیسان که زمانی شکوفا شده بود، متوجه شد که برخی از اعضای آن خانواده به فرانسه مهاجرت کرده‌اند. او این رابطه را بدون اثبات بیشتر مفروض قرار داد و خود را سیسموندی نامید.
این در حالی است که سیمونده‌ها شهروندان طبقه بلندتر ژنو بودند سمت و دارایی داشتند، اگرچه پدرش نیز کشیش روستا بود. برادر خانمش جاکوب ورنس، کشیش برجسته و دوست وولتایر و روسو بود.
تاریخ‌نگار آینده به خوبی تحصیل یافته بود، اما خانواده‌اش از او می‌خواستند تا خود را به تجارت وقف کند نه ادبیات، بنابراین او در لیون محاسب بانک شد. پس از آن انقلاب اتفاق افتاد و با متأثر ساختن ژنو، خانواده سیمونده به انگلستان مهاجر شده و به مدت ۱۸ ماه آنجا ماندند (۱۷۹۳–۱۷۹۴ میلادی). گفته می‌شود به دلیل این‌که از اقلیم خوش شان نیامد دوباره به ژنو برگشتند، اما هنوز هم امور حکومت را ناخوشایند یافتند. حتی داستانی وجود دارد که رئیس خانواده آن‌قدر حالت ناخوش داشت که خودش در شهر به فروش شیر می‌پرداخت. قسمت اعظم دارایی خانوادگی را فروختند و با پول آن به ایتالیا مهاجرت کردند، یک مزرعه کوچک را در پیسکیا نزدیک لوکا و پیستویا خریداری نموده و خود آغاز به کشت آن کردند.
سیسموندی آنجا، هم با دست و هم با مغز، به سختی کار کرد و تجربه‌هایش برایش مواد اولین کتابش، Tableau de l'agriculture toscane، را فراهم کرد که پس از برگشت به ژنو آن را در سال ۱۸۰۱ به چاپ رساند. سیسموندی در سنین جوانی کتاب سرمایه ملت‌ها (The Wealth of Nations) را مطالعه کرده و شدیداً وابسته به نظریات اسمیت شده بود. او ظاهراً اولین کتابش را دربارهٔ اقتصاد سیاسی، De la richesse commerciale ou principes de l'economie politique appliqué à la legislation du commerce، (در سال ۱۸۰۳ میلادی) به چاپ رساند تا دکترین اسمیت را توضیح داده و معروف سازد. اما متعاقباً سیسموندی مدت زمان زیادی را صرف پژوهش تاریخ کرد. او در حدود سال ۱۸۱۸ میلادی زمانی که مؤظف بود تا مدخلی را در مورد «اقتصاد سیاسی» برای دایرةالمعارف ادنبرگ بنویسند، دوباره توجه خود را به اقتصاد سیاسی معطوف ساخت. این کار درست به دنبال یک رکود جدی اقتصادی پس از وقوع اولین بحران بزرگ در سال ۱۸۱۵ اتفاق افتاد.

## دیدگاه اقتصادی

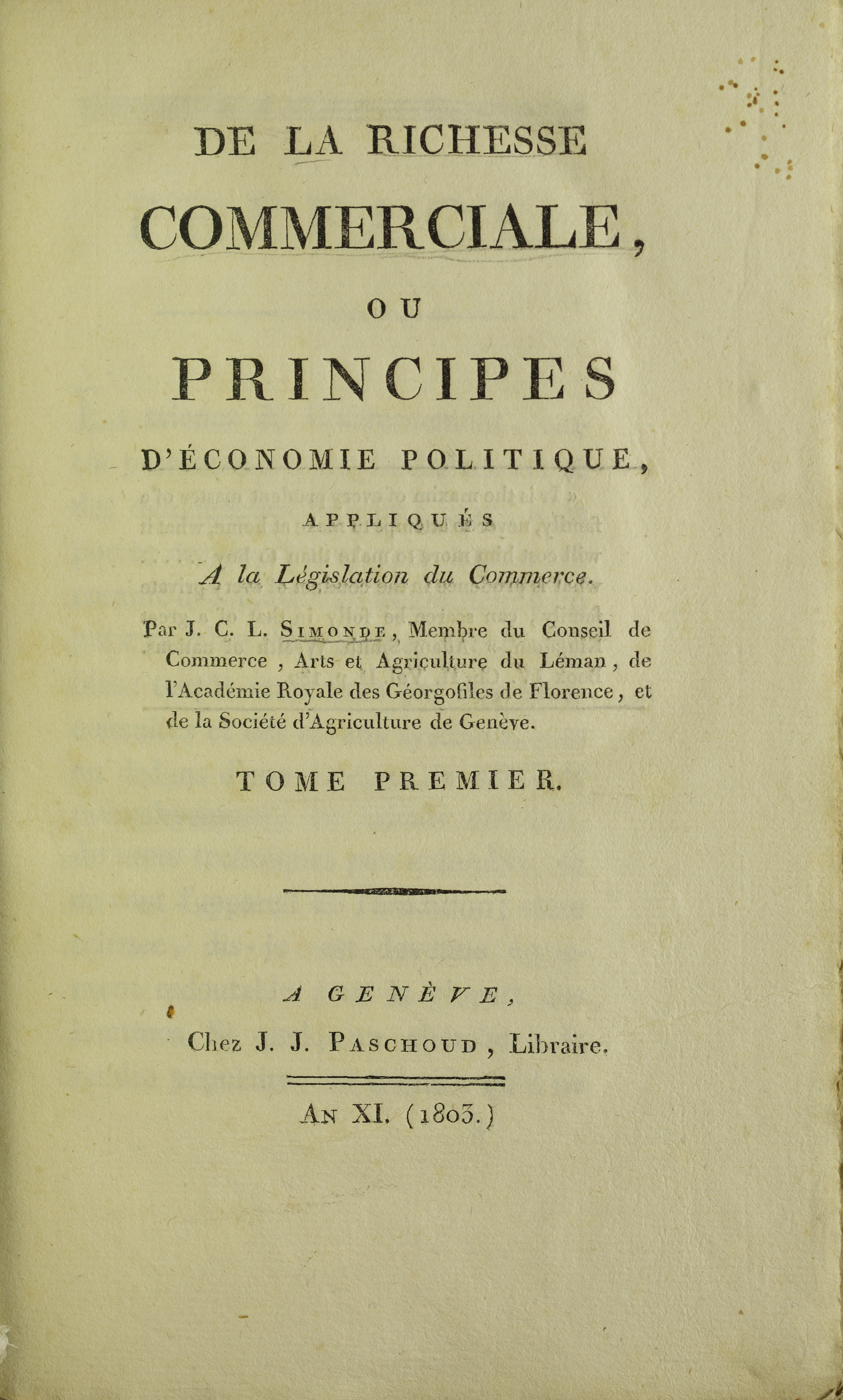
سیسموندی - ثروت تجاری، 1803

سیسموندی به عنوان یک اقتصاددان، اعتراض بشردوستانه‌ای را بر علیه اورتودوکس آن زمان به نمایش گذاشت. او در کتاب سال ۱۸۰۳ میلادی، از آدام اسمیت پیروی کرد؛ اما در کار اصلی اقتصادی بعدی‌اش، Nouveaux principes d'économie politique، (در سال ۱۸۱۹ میلادی) بر این واقعیت که علم اقتصاد بیشتر ابزار افزایش سرمایه و کم‌تر استفاده از سرمایه برای ایجاد خوشحالی را مورد مطالعه قرار می‌دهد، پافشاری کرد. برای علم اقتصاد، مهم‌ترین مشارکت او احتمالاً کشف چرخه کسب و کار (economic cycles) است. سیسموندی برای ابطال سایر نظریه‌پردازان آن زمان (به ویژه جی‌بی‌سی و دیوید ریکاردو)، این ایده که تعادل اقتصادی که منجر به اشتغال‌زایی کامل می‌شود به‌صورت فوری و خود به خود به‌دست می‌آید، را به چالش کشید. او نوشت، «بی‌آیید از این نظریه خطرناک تعادل آگاه باشیم که قرار است به‌طور اوتومات ایجاد شود. این درست است که یک نوع مشخص تعادل در درازمدت دوباره ایجاد می‌شود اما پس از یک رنج وحشتناک». هرچند تفکر او در مانیفست کمونیست به عنوان «سوسیالیسم خرده بورژوایی» توصیف می‌شود، سیسموندی یک سوسیالیست نبود. با این وجود، او در اعتراض بر علیه لسه فر و خواستن از دولت «تا پیشرفت ثروت را تنظیم کند»، یک پیشرو جالب توجه مدرسه اقتصادی تاریخی آلمان بود.
تمرکز کار او برای ایده گرفتن موقعیت‌های خاص اقتصادی، تجزیه و تحلیل آن‌ها در زمینه موضعی تاریخ که کسی از آن داده‌ها یا بینش به‌دست بی‌آورد، محوری است.
سیسموندی به دلیل مطالعه بحران‌های اقتصادی که ریشه در «پیامدهای اجتماعی نظام اقتصادی دارند تا در ساختار شان» معروف است. تفاسیر او در تعریف نیمه تقسیم‌بندی بورژوازی و پرولتاریا در جامعه او را پیش از مارکس قرار می‌دهد. سیسموندی این شکاف طبقاتی را که کلید فلسفه او نیز است، با بحران‌های اقتصادی مصادف می‌دانست و اصلاح افراطی اجتماعی را به عنوان راه حل نمی‌دانست بلکه در عوض نسخه‌های متوازنی را راه حل می‌دانست که از طریق محدود سازی تولید و محدود سازی آنچه که او «تجلیل غالب رقابت آزاد» می‌خواند، باعث کند شدن پیشرفت‌های تکنولوژیکی شود تا اقتصاد به آن برسد، در حالی‌که مهم‌تر از همه، به افراد اجازه می‌دهد تا ملکیت خصوصی و هر نوع عایداتی که از آن به‌دست می‌آید را حفظ کنند.
تفکر او را می‌توان به‌صورت دقیق‌تر به عنوان یکی از بحران‌های دورانی طبقه‌بندی کرد تا تنها چرخه‌ها. به این ترتیب او از اولین نظریه‌پردازان نظریه بحران سیستمی است. چارلز دونویر، کسی که مفهوم دوران بین دو مرحله را معرفی کرده و به این ترتیب یک شکل مدرن چرخه کسب و کار را بیان می‌کند، تیوری او را اقتباس نموده‌است.
به همان اندازه که نقش او به عنوان یک اقتصاددان مهم بود، سیسموندی به عنوان یک مورخ نیز شناخته می‌شد. او معمولاً اندیشه اقتصادی و زمینه‌های تاریخی را برای توضیح غیر عقلانی بودن رویدادهای اقتصادی گذشته به کار می‌برد.
سیسموندی همچنین با تفکرهایش در مورد تقاضای کل (aggregate demand) سهم بارزی در اقتصاد داشت. او با مشاهده نظام صنعتی سرمایه‌داری در انگلستان، متوجه شد که رقابت کنترل نشده باعث افزایش تولید انفرادی تولیدکنندگان می‌شود (به دلیل نداشتن آگاهی در مورد تولید سایر تولیدکنندگان) این امر بعداً منجر به کاهش قیمت‌ها توسط کارفرمایان مجبور شده و آن‌ها به نوبهٔ خود این کار را با کاهش‌دادن دست‌مزد کارگران جبران می‌کردند. این مسئله باعث تولید بیش از حد و مصرف اندک می‌شد؛ زمانی که اکثر قوه کاری انگلستان از دست‌مزد اندک رنج می‌بردند، نمی‌توانستند کالای را که تولید کرده بودند بخرند و بنابراین کالاها به مصرف نمی‌رسند. سیسموندی معتقد بود که با افزایش دادن دست‌مزد کارگران آن‌ها قدرت خریداری پیدا می‌کنند، می‌توانند تولیدات ملی را بخرند و در نتیجه تقاضا را افزایش دهند.
توماس سویل در کتابش دربارهٔ اقتصاد کلاسیک (On Classical Economics)، یک فصل را به سیسموندی اختصاص داد و استدلال کرد که او یک پیشگامی بود که نادیده گرفته شد.

## تاریخ ایتالیا
در همین حال، او آغاز به جمع‌آوری اثر بزرگش Histoire des républiques italiennes du Moyen Âge کرده و به خانم دی ستایل معرفی شد. سیسموندی بخشی از گروه کوپت (Coppet group) او شد، او دعوت شده یا امر شده بود – به دلیل این‌که خانم دی ستایل از اهمیت بلند سیاسی برخوردار بود – تا یکی از مجموعه‌های را تشکیل دهد که کورین آینده با آن به ایتالیا سفر کرد، و در سال‌های ۱۸۰۴–۱۸۰۵ به خود کورین کمک کرد. سیسموندی این‌جا زیاد هم در آسایش نبود و به‌صورت خاص شلیگل که این‌جا یکی از شرکت کنندگان بود، را دوست نداشت. اما در جریان این سفر او با کنتس آلبانی، خانم قبلی چارلز ادوارد ملاقات نمود، کسی که در تمام عمر توانایی منحصر به‌فرد برای جلب محبت مردان نویسنده داشت. رابطه یک‌جانبه سیموندی با او نزدیک شده و طولانی بود و آن‌ها مدارس زیاد با ارزش و جالبی انجام دادند.
در سال ۱۸۰۷ میلادی اولین جلد کتاب نام‌برده در مورد جمهوری ایتالیا منتشر شد که با وجودی‌که مقاله سیسموندی در اقتصاد سیاسی برایش اندکی اعتبار آفریده و پیشنهاد پروفسوری روسی دریافت کرد، در قدم اول او را یک مرد برجسته در میان نویسندگان اروپائی ساخت. تکمیل این کتاب که تا شانزده جلد ادامه یافت، او را برای یازده سال مصروف ساخت، البته تنها مصروف این کار نبود. او در اوایل در ژنو زندگی کرد جایی‌که برخی از لکچرهای جالبی را در مورد ادبیات اروپای جنوبی ارائه کرد که وقتاً فوقتاً ادامه یافته و اخیراً منتشر گردید. او یک سمت رسمی داشت: منشی اتاق تجارت که بعداً به اداره لیمان تبدیل شد.

## تاریخ فرانسه
سیسموندی از سال ۱۸۱۳ تا زمان احیای مجدد در پاریس ماند، از ناپلیون بوناپارت حمایت کرده و یک‌بار با او ملاقات کرد. زمانی که کتابش در مورد تاریخ ایتالیا تکمیل شد، در سال ۱۸۱۸ او کتاب تاریخ فرانسه Histoire des Français را آغاز کرد که در طی ۲۳ سال آن را در ۲۹ جلد منتشر کرد. بر اساس دایرةالمعارف بریتانیکا، «فعالیت خستگی ناپذیر او باعث شد تا او کتاب‌های زیاد دیگر را نیز جمع‌آوری کند اما این دو کتابی است که شهرت خود را مدیون آن‌ها است. کتاب اول کیفیت او را به بهترین شکل ارائه می‌کند و توسط نوشته‌ها و تحقیق‌های بعدی تأثیرات اندکی دیده‌است. اما کتاب دومی به عنوان یک طرح دقیق و محتاط در مقیاس بزرگ، جایگزین شده‌است. سنت بیوف با کنایه خیرخواهانه به نویسنده «رولین تاریخ فرانسه» لقب داده‌است و ستایش و سرزنش که در این مقایسه وجود دارد، هر دو به خوبی شایسته‌است».

## اواخر عمر

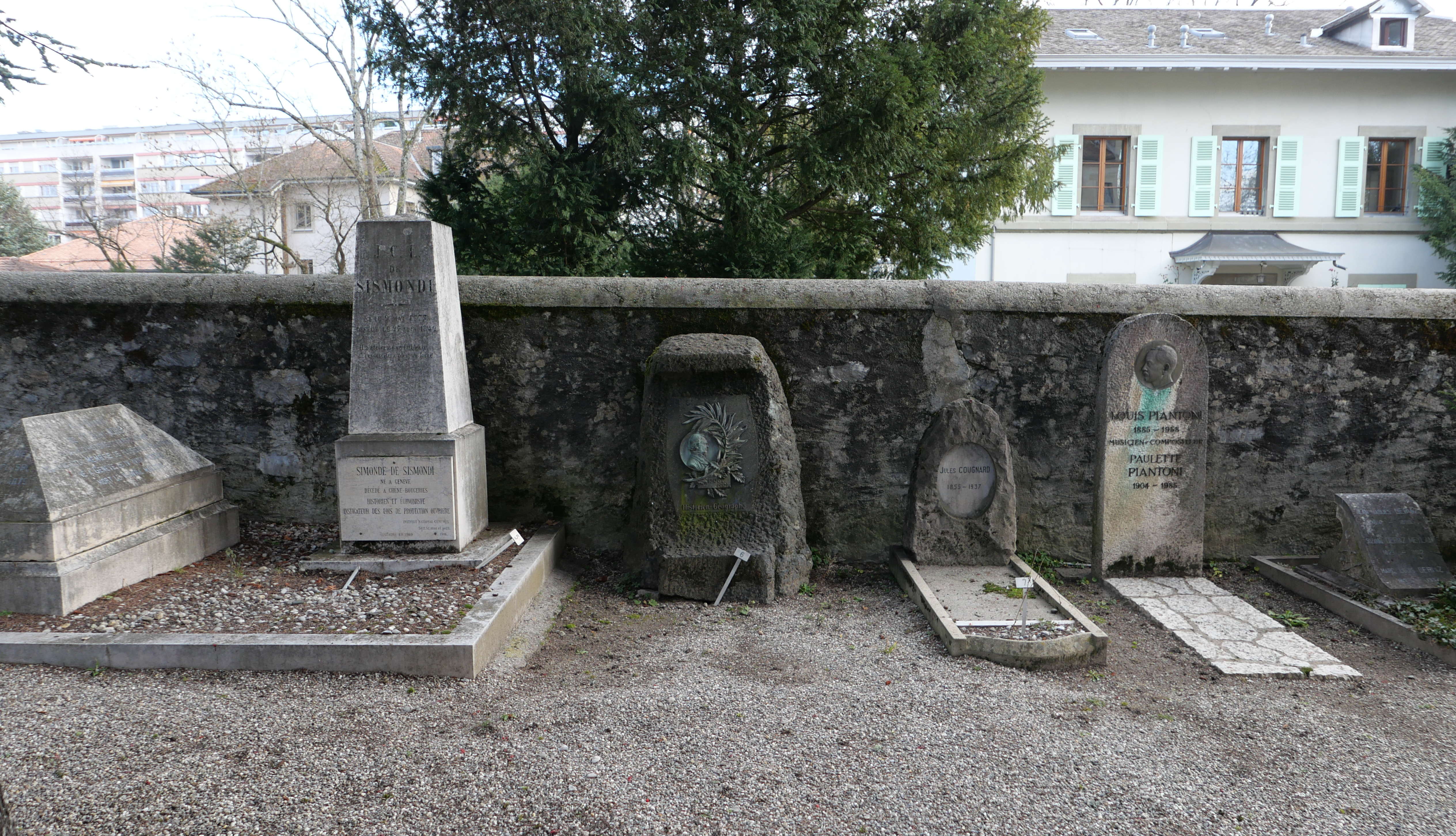
قبر مورخ و اقتصاددان سیاسی ژان چارلز لئونارد سیموند د سیزموندی (1773-1842)، شاعر ژول کوگنار (1885-1937) و آهنگساز لوئیس پیانتونی (1885-1958) در گورستان Chêne-Bougeries

در آوریل ۱۸۱۹ سیسموندی با یک زن ولزی، جیسی آلن ازدواج کرد (۱۷۷۷–۱۸۵۳)، کسی که خواهرش، کاترین آلن، خانم سر جیمز ماکنتوش و خواهر دیگرش، الیزابت آلن، خانم جوزیا ویجوود دوم و مادرش ایما ویجوود بود. این ازدواج ظاهراً یک ازدواج سرشار از خوشی بود.
در سال ۱۸۲۶ میلادی او به عنوان عضو خارجی آکادمی علوم پادشاهی سوئدی انتخاب شد.
بعد از سپری کردن آخرین سال عمرش در ژنو در حالیکه ویرایش‌های جدید نوشته‌هایش را آماده می‌کرد، مطالعه فرانسه را به پایان رسانیده و به عنوان عضو اسامبله ژنو بود، در مورد آزادی صحبت می‌کرد، او در سال ۱۸۴۲ میلادی به دلیل سرطان معده درگذشت.

## سایر آثار
در پهلوی کارهای‌که در بالا ذکر شد، سیسموندی آثار زیاد دیگری را نیز خلق کرده و برای چندین سال هیچ‌گاه کم‌تر از هشت ساعت در روز کار نکرد. مهم‌ترین آن عبارت از: Littérature du midi de l'Europe [ادبیات اروپای جنوبی] (سال ۱۸۱۳)، یک ناول تاریخی به عنوان Julia Severa ou l'an 492 (1822)، Histoire de la renaissance de la liberté en Italie (1832)، Histoire de la chute de l'Empire romain (1835)، Précis de l'histoire des Français، خلاصه کتاب خودش (سال ۱۸۳۹ میلادی) و چندین اثر دیگر که بیشتر جزوه‌های سیاسی بودند.
مجلات سیسموندی و مدارس او با چانینگ، با کانتس آلبانی و سایرین اساساً توسط Mlle Mongolfier (پاریس، ۱۸۴۳ میلادی) و ام دی سنت رنه تایلندر (پاریس، ۱۸۶۳ میلادی) به چاپ رسیدند. اثر دومی به عنوان متن اصلی دو لوندی تحسین‌برانگیز سنت-بیوف (سپتامبر ۱۸۶۳) است که جلد ششم آن در Nouveaux Lundis بازچاپ یافت.

## موقعیت تاریخی و موضع سیاسی
او مورخی بود که ایده‌های اقتصادی‌اش از مراحل مختلفی عبور نموده و پذیرش اصول تجارت آزاد در De la richesse commerciale به نفع یک موضع انتقادی نسبت به تجارت آزاد و صنعتی شدن کنار گذاشته شد. Nouveaux principes d'économie politique بر تجمع ثروت هم به عنوان یک هدف فی‌نفسه و هم برای تأثیرات مخرب آن بر فقرا، حملور شد. او تناقضات سرمایه‌داری را انگشت‌نشان ساخت. وی بر شرایط سخت که بر کارگران تحمیل می‌شود از نقطه نظر یک جمهوری‌خواه لیبرال انتقاد کرد. او همچنین از مخالفان پرشور برده‌داری بود. آدولف بلانکی در مورد او گفت: «هیچ نویسنده‌ای هم‌دردی قابل ملاحظه‌تر و مؤثرتر نسبت به طبقه کارگر نشان نداده‌است». جین باپتیست سی، سیسموندی را به عنوان «نویسنده روشن‌گر، مبتکر، فصیح و فداکار» یاد کرد.
نقدهای او توسط مالتوس، دیوید ریکاردو و جی اس میل، کسانی که نوشته‌های او را «مطلوب و غالباً فصیح» یاد می‌کردند، مورد توجه قرار گرفت. زمانی که توماس کارلیل جوانی در ادنبرگ بود، مقاله سیسموندی در مورد «اقتصاد سیاسی» را برای دایرةالمعارف ادنبرگ دیوید بریوستر ترجمه کرد. سیسموندی متعاقباً بر دیدگاه‌های کارلیل در مورد «علم ملالت انگیز» اثر گذاشت. تاریخ‌های ایتالیای سیسموندی توسط لارد بایرون، پرسی بایش شیلی و ستندال مطالعه شده و مورد احترام قرار گرفت.
سیسموندی بر متفکرین سوسیالیست زیادی از جمله کارل مارکس، روزا لوکزمبورگ و رابرت اوون اثر گذاشت. مارکس فکر می‌کرد که سیسموندی نقد «علم بورژوازی اقتصاد» را مجسم کرده‌است. مارکس در یادداشت‌هایش، جوانب مختلف تجزیه و تحلیل او را برگزید. مارکس به‌صورت خاص مشتاق این جمله سیسموندی بود که «پرولتاریای رومی تقریباً به‌صورت ویژه به هزینه جامعه زنده بود. تقریباً می‌توان گفت که جامعه مدرن، با سهمی که از پاداش کارگرانش کسر می‌کند، به قیمت پرولتاریا زندگی می‌کند». هنریک گراسمن استلال می‌کند که سیسموندی، مخصوصاً با شناسایی تضاد بین ارزش استفاده و ارزش مبادله به عنوان اساسات سرمایه‌داری، یک متودولوژیست چشم‌گیر و سلف نظری مارکس است. در سال ۱۸۹۷ میلادی، ولادیمیر لنین با مقاله‌ای بر کار سیسموندی خط بطلان کشید. لنین گفت:
مشارکت کننده در روسکوی بوگاتسو (Russkoye Bogatstvo) در همان ابتدا بیان می‌کند که هیچ نویسنده‌ای برابر سیسموندی «به این اندازه به اشتباه ستایش نشده‌است»، کسی که به ادعای او «به‌طور ناعادلانه» اکنون به عنوان یک مرتجع و بعداً به عنوان یک آرمان شهر معرفی شده‌است. کاملاً متضاد این موضوع صادق است. دقیقاً این ارزیابی از سیسمونی کاملاً درست می‌باشد.

در سال ۱۹۱۳ میلادی، روزا لوکزمبورگ در The Accumulation of Capital نقدی بر سیسموندی نوشت.

## ارجاعات
1. ↑  "Jean Charles Léonard Simonde de Sismondi". Encyclopedia of World Biography. 2004. Retrieved 2016-07-21.
2. ↑  Stewart, Ross E. (1984). "Sismondi's Forgotten Ethical Critique of Early Capitalism". Journal of Business Ethics. 3 (3): 227–234. doi:10.1007/BF00382924. S2CID 154967384.
3. ↑  Spiegel, Henry William (1991). The Growth of Economic Thought. Duke University Press. pp. 302–303.
4. ↑  Ekins, Paul; Max-Neef, Manfred (2006). Real Life Economics. Routledge. pp. 91–93.
5. ↑  Murray, Christopher John (2004). Encyclopedia of the Romantic Era, 1760-1850, Volume 2. Taylor & Francis. pp. 1054–1055.
6. ↑  Ekelund Jr, Robert B.; Hébert, Robert F. (2006). A History of Economic Theory and Method: Fifth Edition. Waveland Press. p. 226.
7. ↑  Lutz, Mark A. (2002). Economics for the Common Good: Two Centuries of Economic Thought in the Humanist Tradition. Routledge. pp. 55–57.
8. ↑  McCracken, Harlan Linneus (2001). Value Theory and Business Cycles. Minerva Group. p. 22.
9. ↑  Stedman Jones, Gareth (2006). "Saint-Simon and the Liberal origins of the Socialist critique of Political Economy".  In Aprile, Sylvie; Bensimon, Fabrice (eds.). La France et l'Angleterre au XIXe siècle. Échanges, représentations, comparaisons. Créaphis. pp. 21–47.
10. ↑  Nicolas Eyguesier (2018). "Marx, primitive accumulation, and the impact of Sismondi". The European Journal of the History of Economic Thought. 25 (5): 833–858. doi:10.1080/09672567.2018.1523943.
11. ↑   One or more of the preceding sentences incorporates text from a publication now in the public domain: Chisholm, Hugh, ed. (1911). "Sismondi, Jean Charles Leonard de". Encyclopædia Britannica (به انگلیسی). Vol. 25 (11th ed.). Cambridge University Press. p. 159.
12. ↑  Charles Dardier (1876). Ésaĭe Gasc, citoyen de Genève: sa politique et sa théologie, Genève – Constance – Montauban 1748–1813. Sandoz et Fischbacher. p. 54.
13. ↑  "An Introduction to the Study of Crisis by Kuruma Samezō 1929".
14. ↑  Simonde de Sismondi, New Principles of Political Economy, vol. 1 (1819), 20–21.
15. ↑  Charles Dunoyer and the Emergence of the Idea of an Economic Cycle, Rabah Benkemoune, History of Political Economy 2009 41(2):271–295; doi:10.1215/00182702-2009-003
16. ↑  Sismondi: A Neglected Pioneer, History of Political Economy 1972 4(1): 62–88; doi:10.1215/00182702-4-1-62
17. ↑  Litchfield, H.E. (1904). Emma Darwin, wife of Charles Darwin. A century of family letters. Cambridge: University Press. p. xvi-xvii.
18. ↑  "Review of New Books". The Literary Chronicle (219): 465. 26 July 1825. Retrieved 22 June 2013. [...] Sismondi divides modern literature into two branches, which he makes the subjects of two dissertations: one on the Romance, the other on the Teutonic languages. The former embraces Arabian literature, the Provençals, the Troubadours, Italian and Spanish literature, &c. The second comprises the literature of England, Germany, and other Teutonic nations.
19. ↑  Lovell, David W. (2015). Marx's Proletariat (RLE Marxism): The Making of a Myth. Routledge. p. 75.
20. ↑  Say, Jean-Baptiste (1828). Cours Complet d'Economie Politique Pratique, chap. XVIII.
21. ↑  Dixon, Robert (2006). "Carlyle, Malthus and Sismondi: The Origins of Carlyle's Dismal View of Political Economy". History of Economics Review. 44 (1): 32–38. doi:10.1080/18386318.2006.11681227. S2CID 153937328.
22. ↑  Strickland, Geoffrey (1974). Stendhal: Education of a Novelist. CUP Archive. p. 271.
23. ↑  Chattopadhyay, Paresh (2016). Marx's Associated Mode of Production: A Critique of Marxism. Springer. pp. 39–41.
24. ↑  Kuhn, Rick (2016). "Sismondi, Marx and Grossman: Method, Contradictions of the Commodity, and Crisis". Marxism. 13 (1): 262–283. doi:10.26587/marx.13.1.201602.009.
25. ↑  "Lenin: 1897/econroman: Does the Home Market Shrink Because of the Ruination of the Small Producers?". www.marxists.org. Retrieved 2019-12-03.
26. ↑  "Rosa Luxemburg: The Accumulation of Capital (Chap.11)". marxists.catbull.com. Archived from the original on 3 December 2019. Retrieved 2019-12-03.